# Cillei Anna lengyel királyné
Cillei Anna (1380/81 – Krakkó, 1416. március 20./21.), lengyelül: Anna Cylejska, szlovénül: Ana Celjska, németül: Anna von Cilli, cillei grófnő, lengyel királyné. II. Ulászló lengyel király második felesége és III. Kázmér lengyel király unokája.

## Élete
Cillei Vilmos birodalmi gróf és Piast Anna lengyel királyi hercegnő lánya. Anyja, aki III. Kázmér lengyel királynak Piast Hedviggel kötött 4. házasságából származott, I. Lajos magyar és lengyel király elsőfokú unokatestvére volt. 1380-ban a magyar uralkodó hozta tető alá az első házasságát a cillei gróffal. Anna királyné anyai ágon Zsigmond király anyjának, Pomerániai Erzsébet német-római császárnénak volt az első unokatestvére, aki III. Kázmérnak az első házasságából származó lányától származott. Cillei Anna az apja révén Cillei Borbála másodfokú unokatestvére volt.
I. Hedvig lengyel királynőnek és egyetlen gyermekének, Erzsébet hercegnőnek a halála (1399) után II. Ulászló uralkodásának legitimitása kérdőjeleződött meg, ezért az özvegy lengyel király III. Kázmér lengyel király leszármazottai közül választott új feleséget, Cillei Anna személyében, hogy törvényesítse lengyelországi uralmát. 1401-ben Zsigmond siklósi fogsága idején, mikor felmerült a magyar király és Cillei Borbála eljegyzése, Anna menyasszonyként Lengyelországba utazott. A házasságra hivatalosan 1402. január 29-én került sor Krakkóban. A házasságból egy lány, Jagelló Hedvig lengyel királyi hercegnő született 1408. április 8-án.
Cillei Anna királyné 1412 márciusában elkísérte férjét Magyarországra a lublói békekötésre, ahol rendezték a két ország kapcsolatát a grünwaldi csata után 1412. március 15-én, és ahol a lengyel királyné az unokatestvérével, Cillei Borbálával is találkozott. A húsvétra azonban Anna királyné már hazautazott, férje viszont Zsigmond és Borbála társaságában töltötte az ünnepeket.
Anna királyné ellen is vizsgálat indult házasságtörés vádjában, mint az ő halála után az unokatestvére, Cillei Borbála ellen 1419-ben. Anna királyné azonban végül megmenekült, és nem bélyegezték meg ártatlanul, mint később Borbálát. A gnieznói érsek vizsgálata után tisztára mosták a vádak alól. Eszerint meg nem engedhető érintkezést folytatott két lovaggal, mely valójában egy toposz, és ezért nem kell komolyan vennünk a vádakat.
Anna királyné 1416-ban halt meg, akit az édesanyja túlélt. Egyetlen lánya, aki állítólag II. Ulászló negyedik felesége, Holszański Zsófia intrikáinak esett áldozatul, 1431-ben hunyt el hajadonon utódok nélkül.

## Gyermeke
- Férjétől, II. (Jagelló) Ulászló (1351 körül–1434) lengyel királytól, 1 leány:
  - Hedvig (1408. április 8. – 1431. december 8.) lengyel királyi hercegnő, a lengyel korona örököse, nem ment férjhez, gyermekei nem születtek, jegyese Hohenzollern Frigyes (1413–1471), 1440-től II. (Vas) Frigyes néven Brandenburg őrgrófja és választófejedelem